# Comuna Plehiv, Orjîțea
Plehiv (în ucraineană Плехів) este o comună în raionul Orjîțea, regiunea Poltava, Ucraina, formată din satele Plehiv (reședința) și Tarasivka.

## Demografie
Componența lingvistică a comunei Plehiv
     Ucraineană (98,27%)
     Rusă (1,25%)
     Alte limbi (0,48%)
Conform recensământului din 2001, majoritatea populației comunei Plehiv era vorbitoare de ucraineană (98,27%), existând în minoritate și vorbitori de rusă (1,25%).